# Erik Acharius
Erik Acharius (Gävle, 10 ottobre 1757 – Vadstena, 14 agosto 1819) è stato un botanico e medico svedese, pioniere della tassonomia dei licheni e conosciuto come "padre della lichenologia".

## Biografia
Nato a Gävle, si immatricolò all'Università di Uppsala nel 1773 e fu uno degli ultimi studenti di Linneo. In seguito lavorò presso la Accademia Reale Svedese delle Scienze, a Stoccolma, e completò i suoi studi medici alla Università di Lund nel 1782. Nel 1785 fu nominato ufficiale medico cittadino di Vadstena, nel 1789 ufficiale medico distrettuale della Contea di Östergötland, direttore del nuovo ospedale di Vadstena nel 1795 e professore titolare nel 1803. 
Fu membro della Royal Physiographic Society in Lund, della Accademia Reale Svedese delle Scienze, della Linnean Society of London e della Royal Society of Sciences in Uppsala.

## Opere

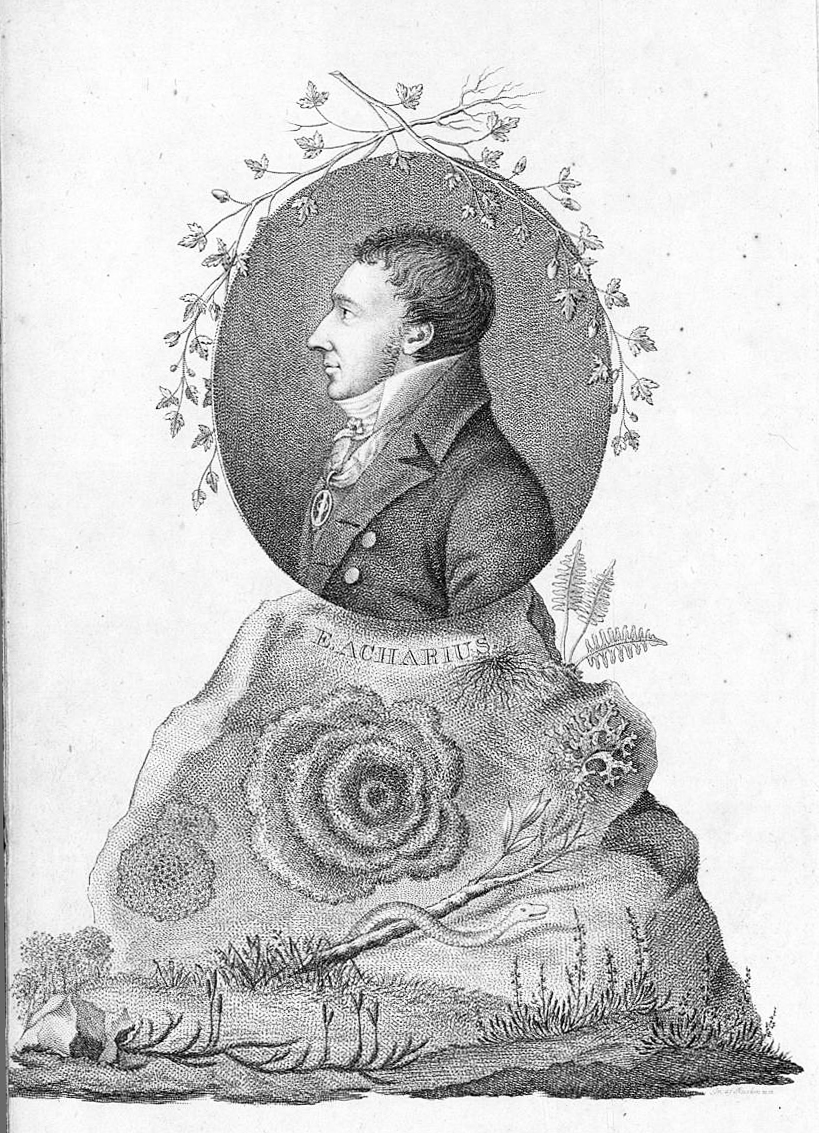
Synopsis methodica lichenum, 1814

Acharius iniziò la classificazione tassonomica dei licheni e relativamente a questo campo pubblicò diverse opere:
- Lichenographiae suecicae prodromus, Linkoping, D. G. Björn (1798)
- Methodus lichenum (1803)
- Lichenographia universalis (1810)
- Synopsis methodica lichenum, Lund, Svanborg & C. (1814)

## Contributo alla lichenenologia
Acharius apparteneva alle generazioni più giovani di botanici svedesi che continuarono ciò che Linneo aveva lasciato incompiuto: classificare tutti gli organismi viventi. 
Acharius iniziò la classificazione tassonomica dei licheni e durante la sua vita classificò oltre 3300 specie di licheni separate in 40 generi diversi. Al momento della morte di Linneo tutti i licheni erano raggruppati in un unico genere Lichen, quindi Acharius fu il primo ad espandere la classificazione dei licheni. La sua prima pubblicazione lichenologica fu Lichenographiae Suecia prodromus, pubblicata nel 1798, che descriveva in dettaglio tutte le specie di licheni note in Svezia dove utilizzo la nomenclatura binomiale.  Mentre componeva Lichenographiae Suecia prodromus, Acharius iniziò a comunicare con Olof Swartz, un altro discepolo di Linneo, e dal 1780 al 1815 si scambiarono quasi 350 lettere. Molti storici ritengono che Swartz abbia fortemente influenzato lo sviluppo del sistema di classificazione di Acharius. Inoltre, Swartz presentò Acharius a molti altri naturalisti svedesi e anche a diverse importanti figure internazionali come James Edward Smith, il presidente della Linnean Society. Questi contatti consentirono ad Acharius a diffondere le sue nuove scoperte sui licheni a un pubblico internazionale. 
Dopo aver pubblicato la sua prima opera, ne inviò una copia a James Edward Smith che, in risposta, nominò Acharius un membro straniero della Linnean Society. Successivamente Acharius pubblicò Methodus qua omnes discoveros Lichenes (1803), Lichenographia universalis (1810),] e Synopsis Methodica lichenum (1814).
Nel corso della sua vita Acharius raccolse oltre 5500 campioni di licheni, la maggior parte dei quali sono oggi conservati nel Museo Botanico del Museo finlandese di Storia Naturale.
Nelle sue opere influenti, Acharius ha introdotto molti termini relativi ai licheni che rimangono di uso comune oggi. Nel 1794, identificò le cavità sul lato inferiore dei licheni Sticta come cifelle, aggiunse i termini apotecio, cefalodio, podezio, margine proprio, soredio e tallo nel 1803; margine tallino nel 1810; e mazaedio nel 1817.